# Comuna Vladimirescu, Arad
Vladimirescu (în maghiară: Öthalom, în germană: Glogowatz) este o comună în județul Arad, Crișana, România, formată din satele Cicir, Horia, Mândruloc și Vladimirescu (reședința).

## Demografie
Componența etnică a comunei Vladimirescu
     Români (82,47%)
     Maghiari (1,51%)
     Alte etnii (1,83%)
     Necunoscută (14,19%)
Componența confesională a comunei Vladimirescu
     Ortodocși (67,91%)
     Penticostali (6,37%)
     Romano-catolici (3,1%)
     Baptiști (2,81%)
     Alte religii (4,6%)
     Necunoscută (15,21%)
Conform recensământului efectuat în 2021, populația comunei Vladimirescu se ridică la 12.772 de locuitori, în creștere față de recensământul anterior din 2011, când fuseseră înregistrați 10.710 locuitori. Majoritatea locuitorilor sunt români (82,47%), cu o minoritate de maghiari (1,51%), iar pentru 14,19% nu se cunoaște apartenența etnică. Din punct de vedere confesional, majoritatea locuitorilor sunt ortodocși (67,91%), cu minorități de penticostali (6,37%), romano-catolici (3,1%), baptiști (2,81%) și altele (1,03%), iar pentru 15,21% nu se cunoaște apartenența confesională.

## Politică și administrație
Comuna Vladimirescu este administrată de un primar și un consiliu local compus din 17 consilieri. Primarul, Mihai Mag[*], de la Partidul Național Liberal, este în funcție din octombrie 2020. Începând cu alegerile locale din 2024, consiliul local are următoarea componență pe partide politice:
|  | Partid                          | Consilieri | Componența Consiliului | Componența Consiliului | Componența Consiliului | Componența Consiliului | Componența Consiliului | Componența Consiliului | Componența Consiliului | Componența Consiliului | Componența Consiliului | Componența Consiliului | Componența Consiliului | Componența Consiliului |
|  | ------------------------------- | ---------- | ---------------------- | ---------------------- | ---------------------- | ---------------------- | ---------------------- | ---------------------- | ---------------------- | ---------------------- | ---------------------- | ---------------------- | ---------------------- | ---------------------- |
|  | Partidul Național Liberal       | 12         |                        |                        |                        |                        |                        |                        |                        |                        |                        |                        |                        |                        |
|  | Alianța pentru Unirea Românilor | 2          |                        |                        |                        |                        |                        |                        |                        |                        |                        |                        |                        |                        |
|  | Partidul Social Democrat        | 2          |                        |                        |                        |                        |                        |                        |                        |                        |                        |                        |                        |                        |
|  | Steop David                     | 1          |                        |                        |                        |                        |                        |                        |                        |                        |                        |                        |                        |                        |

## Atracții turistice
- Biserica ortodoxă din satul Vladimirescu, monument istoric
- Biserica romano-catolică din satul Horia
- Pădurea Vladimirescu
- Valea Mureșulu

## Personalități născute aici
- Dennis Man (n. 1998), fotbalist.